# Vladimir Vîzdoagă
Vladimir Vîzdoagă (n. 19 februarie 1960, Roșcani, raionul Anenii Noi) este un politician moldovean, președinte al Raionului Anenii Noi din Republica Moldova.
În perioada 1975-1979 iși face studiile la Tehnicumul Agricol "M.V.Frunze" din Tiraspol, facultatea mecanizare. În 1984 este absolvent al Academiei Agricole din Kiev. Activeaza in calitate de profesor, director adjunct al secției de invățamînt a sovhozului tehnicum Anenii Noi.
Din 1995 și pînă în 2000 este director al Colegiului Electromecanic din Roșcani. În anii 2000-2003 activează pe post de director executiv într-o întreprindere din Anenii Noi, iar în anul 2003 este ales președinte al raionului Anenii Noi.
Este căsătorit și are doi copii.
copii sunt: Anatol Vizdoagă și Aurelia Vizdoagă